# هيو وود (ملحن)
هيو وود (بالإنجليزية: Hugh Wood)‏ هو ملحن بريطاني، ولد في 27 يونيو 1932 في باربولد ‏ في المملكة المتحدة.

## وصلات خارجية
- هيو وود على موقع IMDb (الإنجليزية)
- هيو وود على موقع ميوزك برينز (الإنجليزية)
- هيو وود على موقع ديسكوغز (الإنجليزية)